# Хребцевий отвір

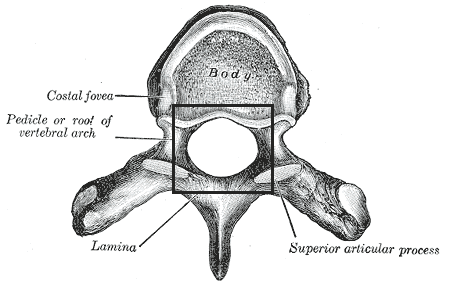
Зображення грудного хребця. У центрі — хребетний отвір

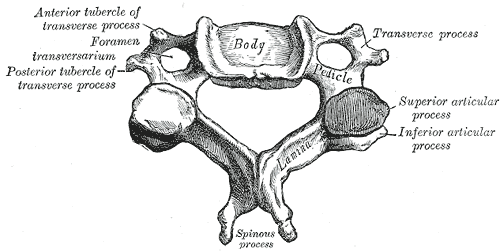
Зображення шийного хребця. У центрі — хребетний отвір

Хребецевий або хребетний отвір (лат. foramen vertebrale) — це отвір, утворений тілом хребця, дугою хребця і ніжками дуги хребця. Разом хребцеві отвори утворюють хребетний канал (починається у першого шийного хребця і закінчується нижче п'ятого поперекового хребця).

## Дивитись також
- Міжхребцевий отвір